# Księstwo Neopatrii
Księstwo Neopatrii znane także jako Księstwo Neopatras (kataloński: Ducat de Neopàtria, grecki: Δουκάτο Νέων Πατρών) – jedno z państw założonych przez łacinników na terenie Grecji w okresie znanym jako Frangokratia, zapoczątkowanym przez zdobycie Konstantynopola przez siły IV wyprawy krzyżowej. Księstwo znajdowało się w środkowej części Grecji, były to głównie ziemie leżące wokół miasta Neai Patrai (Νέαι Πάτραι), współczesnego Ipati. Miasto to leży w dolinie rzeki Spercheios, na zachód od Lamii. 
Między 1318 a 1319 rokiem Almogawarzy z Kompanii Katalońskiej, po podbiciu większości ziem Księstwa Ateńskiego, ruszyli na tereny Despotatu Epiru w południowej Tessali. Ich dowódcą był Alfonso Fadrique, infant Królestwa Sycylii. Zdobyte przez niego tereny dostały status księstwa i zostały połączone z Księstwem Aten. Nowo powstałe księstwo podzielono na kapitanaty Siderokastron, Neopatria i Salona.
Część tych ziem weszła w 1337 roku w skład Serbii rządzonej przez Stefana Duszana. W 1377 roku tytuł księcia Neopatrii został przyznany Piotrowi IV Aragońskiemu. Jego następcy zachowywali go tak, iż do dzisiaj jest używany w pełnej tytulaturze królów Hiszpanii.
Kampanie Bizancjum prowadziły do stopniowego odzyskiwania utraconych terenów, a w 1390 roku resztki ziem księstwa przejęła Republika Florencji.
Istniała tu katolicka archidiecezja Neopatras, której podlegał jeden biskup sufragan we współczesnej Lamii.